# Mark Bradtke
Marcus Robert Bradtke, detto Mark (Adelaide, 27 settembre 1968), è un ex cestista australiano.

## Carriera
Con l'Australia ha disputato quattro edizioni dei Giochi olimpici (Seul 1988, Barcellona 1992, Atlanta 1996, Sydney 2000) e due dei Campionati mondiali (1990, 1994).